# Controverse révolutionnaire

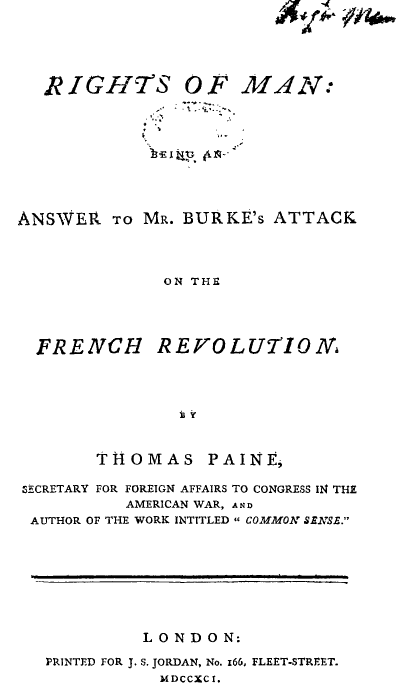
Page de titre de la première édition des Droits de l'homme (Rights of Men) de Thomas Paine.

La controverse révolutionnaire (Revolution Controversy) est un débat mené en Grande-Bretagne au sujet de la Révolution française, et qui dura de 1789 à 1795.  
Une guerre des pamphlets commence pour de bon après la publication par Edmund Burke de Réflexions sur la Révolution de France (Reflections on the Revolution in France) (1790), qui de façon surprenante, soutient la cause de l'aristocratie française. Parce qu'il avait soutenu les colons américains dans leur lutte contre l'Angleterre, son opinion crée une onde de choc à travers tout le pays. De nombreux écrivains réagissent, défendant la Révolution française, parmi lesquels Thomas Paine, Mary Wollstonecraft et William Godwin.  
Alfred Cobban dit du débat qui éclate alors qu'il est peut-être la dernière remise en cause réelle des principes politiques fondamentaux en Grande-Bretagne. Les thèmes formulés par ceux qui réagissent aux réflexions de Burke vont devenir un élément central du mouvement de la classe ouvrière radicale dans la Grande-Bretagne du XIXe siècle, ainsi que du romantisme.  
La plupart des Britanniques célèbrent la prise de la Bastille en 1789, convaincus que la monarchie française devait être tempérée par une forme de gouvernement plus démocratique. Cependant, en décembre 1795, après la Terreur et la guerre avec la France, peu nombreux étaient ceux qui soutenaient encore la cause française. 

## LesReflectionsde Burke

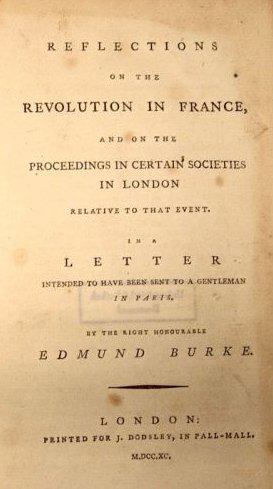
Page de titre des Réflections sur la Révolution en France, d'Edmund Burke (1790).

Réagissant en partie à un sermon prenant le parti de la Révolution française donné par le clergyman « dissident » Richard Price, et intitulé Un Discours sur l'amour de notre pays (1789), Edmund Burke publie ses Réflections sur la Révolution en France pour s'efforcer de faire valoir des arguments en faveur du gouvernement aristocratique en place. 
Du fait que Burke avait auparavant appartenu au parti Whig libéral, qui critiquait le pouvoir monarchique, soutenait les révolutionnaires américains et critiquait la corruption des autorités aux Indes, la plupart des gens s'attendait à le voir soutenir les révolutionnaires français. La population fut donc choquée qu'il ne le fasse pas, et ses amis et partisans manifestèrent leur colère. Le livre de Burke, en dépit de son prix élevé de trois shillings atteignit le chiffre étonnant de 30 000 exemplaires vendus en deux ans. Les Reflections défendaient « les concepts aristocratiques du paternalisme, de la loyauté, de la chevalerie, du principe héréditaire » et la propriété.
Dans son livre, Burke critique le point de vue de nombreux penseurs et écrivains britanniques qui ont accueilli favorablement les premières étapes de la Révolution française. Alors que les radicaux considèrent que cette révolution est semblable à la Glorieuse Révolution britannique de 1688 qui avait limité les pouvoirs de la monarchie, Burke soutient que l'analogie historique appropriée est la Guerre civile anglaise (1642-1651) durant laquelle Charles Ier a été exécuté en 1649. 
Il considère la Révolution française comme le renversement violent d'un gouvernement légitime, affirmant que les citoyens n'ont pas le droit de renverser leur gouvernement. Il soutient que les civilisations et les gouvernements sont le résultat d'un consensus social et politique, car leurs traditions ne peuvent pas être remises en question - le résultat serait l'anarchie.

## Réponses auxRéflections
En réponse aux écrits de Burke, des radicaux comme William Godwin, Thomas Paine et Mary Wollstonecraft défendent le républicanisme, le socialisme agraire et l'anarchisme. La plupart de ceux qu'on appelle alors des radicaux mettent l'accent sur les mêmes thèmes, à savoir "un sentiment de liberté personnelle et d'autonomie", "une croyance en la vertu civique", "une haine de la corruption", une opposition à la guerre parce qu'elle ne profite qu'aux "intérêts fonciers" et une critique de la monarchie et de l'aristocratie, qui semblait vouloir détourner le pouvoir de la Chambre des communes britannique. Plusieurs de leurs œuvres sont publiées par Joseph Johnson, qui fut emprisonné pour activités séditieuses.
Wollstonecraft a été très influencée par les idées développées dans les sermons de Price à la Newington Green Unitarian Church et par toute la philosophie de la dissidence rationnelle du village de Newington Green. Ces graines ont germé dans A Justification of the Rights of Men, sa réponse à la dénonciation par Burke de son mentor. Paine, l'un des pères fondateurs des États-Unis, soutient dans Rights of Man que la révolution politique populaire est permise quand un gouvernement ne protège pas son peuple, ses droits naturels et ses intérêts nationaux.
Cette controverse laisse d'autres héritages. L'œuvre la plus célèbre de Wollstonecraft, A Vindication of the Rights of Woman, est écrite en 1792 dans un esprit de rationalisme qui étend aux femmes les arguments de Price sur l'égalité. Anna Laetitia Barbauld, une écrivaine prolifique admirée par Samuel Johnson et William Wordsworth et épouse du ministre à Newington Green, fait allusion au travail de Burke et de ses opposants dans son "Sins of the Government, Sins of the Nation" (1793). 